# 今村謙吉
今村 謙吉（いまむら けんきち、1842年8月12日（天保13年7月7日） - 1898年（明治31年）8月20日)は日本の実業家である。福音社の創業者。幼名は佐平。
加賀藩士の家に生まれ、加賀藩の藩校明倫堂で四書五経を学ぶ。その後、同じく加賀藩の藩校道済館に入って芝木昌平らに英語を学んだ。その後、慶應義塾で福沢諭吉に英語を学んだが、在学中に腸チフスにかかり、デュアン・シモンズの治療を受ける。学費不足で8ヶ月で退塾、新設された北門義塾に転じ、明治3年（1870年）秋には助教に就任、初学者の指導から上級者の会読の指導まで、英語教育に当たった。

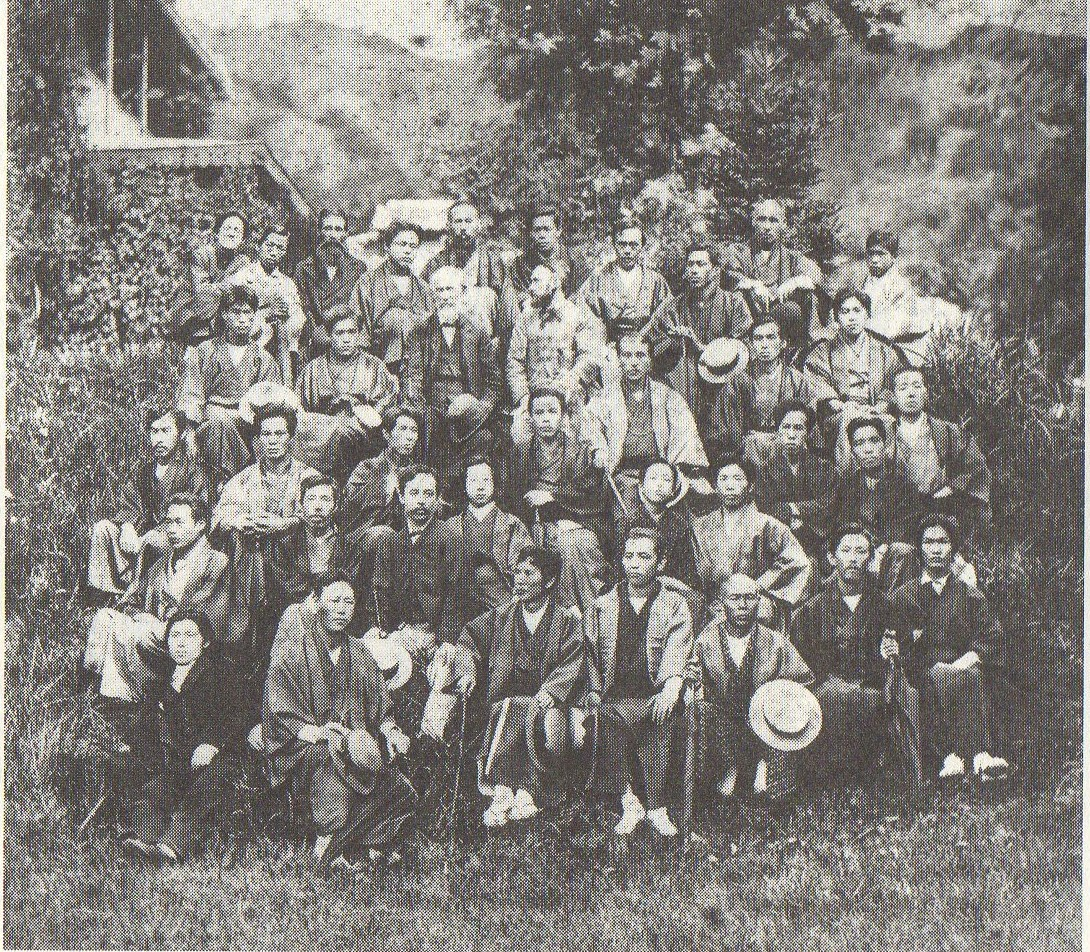
明治初期の神戸教会の男性会員、この中に村上、今村謙吉、鈴木清、ギューリック宣教師がいると言われる。

明治4年（1871年）12月に高知県英学校教師として赴任する。ついで、明治5年（1872年）に大阪府府庁土木科の役人になる。そこで英文による関係文書翻訳を行った。
明治6年（1873年）頃、大阪の川口外国人居留地にて外国人と打ち合わせをするようになり、そこで、アメリカン・ボードのアメリカ人宣教師オラメル・ギューリックに出会う。今村は役人を辞してギューリックの日本語教師となった。明治7年（1874年）にはギューリックとハワイ王国ホノルルを訪れ、3ヶ月間過ごして5月に日本に帰国、6月末に今村は大阪川口梅本町の大阪教会で洗礼を受けた。9月にギューリックが神戸に移転すると今村も同行した。
ギューリックの提案で新聞を創刊することになり、アメリカン・ボードが協議してアメリカ人信徒の献金による運営が企図され、明治8年（1875年）に村上俊吉と共に神戸で『七一雑報』を創刊。さらに、キリスト教書籍の出版・取次・販売のために福音社を開業した。その後、ギューリックはセオボールド・パームの後任として新潟へ宣教に赴いた。
七一雑報は明治16年（1883年）6月26日で終刊となったが、次いで、『福音新報』を創刊。さらに明治18年（1885年）には出資者を募って『太平新聞』を創刊したが、創刊翌月には経営破綻し、35号で終刊となった。その後は、書籍印刷業に転じ、個人的な伝道活動を行った。
福音社社員福永文之助が書籍販売を一手に引き受けて今村を支援したが、明治29年（1896年）12月に今村が脳溢血で倒れたため、明治30年（1897年）5月で福音社は廃業、印刷機は同業者に譲渡し、在庫は警醒社の福永文之助が引き取ることになった。今村一家は東京に移住したが、明治31年（1898年）8月20日、心臓麻痺で死去。葬儀は8月23日に霊南坂教会で行われた。